# Zielony Pierścień Warszawy
Zielony Pierścień Warszawy (ZPW) (ang. the Green Ring of Warsaw) – to system terenów otwartych (niezabudowanych) otaczających Warszawę. Obejmuje on: pola uprawne, łąki i pastwiska, lasy, sady, ale są to również wody powierzchniowe, i inne obszary nie pokryte zabudową: torfowiska, powierzchnie piaszczyste, czy skaliste. Ważnymi elementami ZPW są: Kampinoski Park Narodowy, Chojnowski Park Krajobrazowy, Mazowiecki Park Krajobrazowy i Warszawski Obszar Chronionego Krajobrazu.

## Historia
Dla utworzenia Zielonego Pierścienia Warszawy zasłużył się Witold Plapis, architekt i naukowiec, działacz Biura Odbudowy Stolicy. Był on inicjatorem zalesiania terenów pod Warszawą w latach 50. XX wieku. Temat „zielonych pierścieni” pojawił się podczas debaty nad utworzeniem obszarów metropolitalnych, gdzie na początku XXI wieku powstało kilka koncepcji utworzenia ZP dookoła stolicy (Wyrzykowska, 2019). Następnie temat ponownie był dyskutowany przy okazji uchwalenia Koncepcji Przestrzennego Zagospodarowania Kraju 2030 (KPZK 2030) w 2011 roku. Dokument ten spowodował konieczność aktualizacji planów zagospodarowania przestrzennego wszystkich województw, wprowadzając do nich właśnie koncepcję zielonych pierścieni. KPZK wprowadziło obligatoryjne „zielone pierścienie” dookoła Płocka, Radomia i Warszawy.
Zielony Pierścień Warszawy w dokumentach planistycznych województwa mazowieckiego opracowywanych przez Mazowieckie Biuro Planowania Regionalnego (MBPR):
- W 2011 roku ZPW pojawił w Studium Planu Zagospodarowania Przestrzennego Obszaru Metropolitalnego Warszawy – wyróżniono tereny predysponowane do kształtowania ZPW

- W 2014 r. ZP Warszawy i miast subregionalnych został orientacyjnie wytyczony w Planie zagospodarowania przestrzennego województwa mazowieckiego

- W 2018 r. nastąpiła Aktualizacja delimitacji zielonego pierścienia Warszawy w Planie zagospodarowania przestrzennego miejskiego obszaru funkcjonalnego warszawy (w ramach PZPWM) – wyróżniono tereny o potencjale do kształtowania ZPW oraz tereny poprawiające spójność ZPW

- W 2022 r. ZPW pojawia się w Strategii rozwoju województwa mazowieckiego 2030+ Innowacyjne Mazowsze – gdzie rekomenduje się „[…] całość obszaru zurbanizowanego powinna być zamknięta strefą zielonego pierścienia, bezpośrednio powiązanego z przestrzeniami ekstensywnego użytkowania w miastach (parki, zieleńce, skwery, doliny cieków wodnych)”

## Inicjatywy lokalne
Dla koncepcji ZPW istotna jest działalność Fundacji Alarm dla Klimatu oraz towarzyszenia „One Ring” Zielony Pierścień Warszawy. Stowarzyszenie zostało „zawiązane jesienią 2021 roku, działa na terenie aglomeracji warszawskiej i na rzecz jej mieszkańców, we współpracy z analogicznymi porozumieniami w aglomeracjach śląskiej, wrocławskiej, poznańskiej i bydgoskiej.  W skład stowarzyszenia wchodzi 28 inicjatyw lokalnych, które funkcjonują w formie porozumienia inicjatyw przyrodniczo-leśnych”.

## Projekt Plus Change
W marcu 2024 r. w odbyło się pierwsze z serii spotkań organizowane przez Mazowieckie Biuro Planowania Regionalnego w Warszawie w ramach projektu PLUS Change. Wydarzenie było poświęcone zielonym pierścieniom wokół Warszawy i miast subregionalnych. Głównym celem spotkania było rozpoczęcie prac projektowych nad wdrożeniem koncepcji zielonego pierścienia Warszawy wraz z szerokim gronem interesariuszy oraz rozpoznanie ich oczekiwań i uwag względem tego procesu.